# Snuff, Vítimas do Prazer
Snuff, Vítimas do Prazer é um filme brasileiro dirigido por Cláudio Cunha em 1977.

## Sinopse
Dois produtores de cinema contratam uma equipe de filmagens e alguns atores dizendo que pretendem rodar um filme pornográfico, mas na verdade, a intenção é de filmar um "snuff movie" com cenas de morte reais.

## Elenco
- Carlos Vereza ... Edson Lima
- Rossana Ghessa ... Lia de Souza
- Canarinho ... Juarez
- Nadir Fernandes ... Tati Ibanez
- Hugo Bidet ... Michael Tracy
- Fernando Reski ... Bob Channing
- Roberto Miranda ... Sérgio Bandeira
- Lúcia Alvim
- Patrícia Celere
- Sérgio Hingst
- Xuxa Lopes

## Principais prêmios e indicações
Prêmio APCA 1977 (Associação Paulista de Críticos de Arte, Brasil)
- Prêmio de Melhor Ator para Hugo Bidet.